# Piritta Rantanen
Piritta Maria Katariina Rantanen, född 19 juli 1979 i Jämsä, är en finländsk socialdemokratisk politiker. Hon är ledamot av Finlands riksdag sedan 2019.
Rantanen blev invald i riksdagen i riksdagsvalet 2019 med 3 309 röster från Mellersta Finlands valkrets.